# Паритет
Паритет (лат. paritas — једнакост) представља једнакост, равноправност (нарочито припадника различитих вероисповести пред судом у државној управи). 
Паритет је такође фино утврђени однос између вредности новца појединих држава.
Метални паритет је стални однос између металних, тј. златних и сребрних, новчаних јединица појединих држава, по коме је, нпр. новчана јединица тешла један грам злата равна свим новчаним јединицама других држава које имају исту тежину.